# Erazm Stablewski
Erazm Stablewski (ur. 20 stycznia 1884 w Dreźnie, zm. 9 czerwca 1953) – żołnierz armii niemieckiej i pułkownik kawalerii Wojska Polskiego II RP, uczestnik I wojny światowej i wojny polsko-bolszewickiej, kawaler Orderu Virtuti Militari.

## Życiorys
Urodził się 20 stycznia 1884 w Dreźnie, w rodzinie Władysława i Marii z Biegańskich. Miał dwie siostry.
Służył w armii niemieckiej. W czerwcu 1920 przebywał we Francji w Szkole Jazdy w Saumur. Od 29 lipca do 31 sierpnia 1920 był dowódcą 25 pułku ułanów. Od 10 maja do 24 sierpnia 1921 p.o. dowódcy VII Brygady Jazdy. Od stycznia 1922 był członkiem Oficerskiego Trybunału Orzekającego. Jednocześnie od 1922 był szefem Wydziału Jazdy w Departamencie II Jazdy Ministerstwa Spraw Wojskowych w Warszawie. Z dniem 1 czerwca 1924 został mianowany pełniącym obowiązki dowódcy XV Brygady Kawalerii w Grudziądzu. Z dniem 1 listopada 1925, na własną prośbę, został przeniesiony do korpusu oficerów rezerwowych.
Zmarł 9 czerwca 1953. Był kawalerem.

## Ordery i odznaczenia
- Krzyż Srebrny Orderu Virtuti Militari nr 4078[1][3]
- Krzyż Walecznych trzykrotnie[9][3]
- Medal Pamiątkowy za Wojnę 1918–1921[9]
- Krzyż Oficerski włoskiego Orderu Świętych Maurycego i Łazarza[9][10]
- Krzyż Żelazny[9]